# Molière
Jean-Baptiste Poquelin (phiên âm: Giăng Báp-ti-xtơ Pô-cơ-lanh), được biết đến với nghệ danh Molière  (/mɒlˈjɛər, moʊl-/; tiếng Pháp: [mɔ.ljɛːʁ]; 15 tháng 1 năm 1622  –  17 tháng 2 năm 1673), là một nhà viết kịch, diễn viên và nhà thơ người Pháp, được coi là một trong những nhà văn vĩ đại nhất trong ngôn ngữ Pháp và văn học phổ quát. Các tác phẩm còn lại của ông bao gồm hài kịch, bi kịch, balê hài hước v.v... Các vở kịch của ông đã được dịch sang mọi ngôn ngữ và được trình diễn tại Comédie-Française thường xuyên hơn bất kỳ nhà viết kịch nào khác hiện nay. Ảnh hưởng của ông lớn đến mức bản thân ngôn ngữ Pháp thường được gọi là "ngôn ngữ của Molière".
Sinh ra trong một gia đình giàu có và theo học tại Collège de Clermont (nay là Lycée Louis-le-Grand), Molière tỏ ra rất phù hợp để bắt đầu một cuộc sống kịch nghệ. Mười ba năm làm diễn viên lưu động đã giúp ông đánh bóng khả năng hài hước của mình khi anh bắt đầu viết văn, kết hợp các yếu tố Commedia dell'arte với tính hài hước tinh tế hơn của người Pháp.
Thông qua sự bảo trợ của các quý tộc bao gồm Philippe I, Công tước xứ Orleans, người anh em của Louis XIV, Molière đã thực hiện một màn trình diễn nổi bật trước Nhà vua tại Louvre. Thể hiện một vở kịch kinh điển của Pierre Corneille và một trò hề của chính ông, Bác sĩ đang yêu, Molière đã được cấp quyền sử dụng salle du Petit-Bourbon gần Louvre, một căn phòng rộng rãi được dùng cho các buổi biểu diễn sân khấu. Sau đó, ông được cấp quyền sử dụng nhà hát ở Palais-Royal. Ở cả hai địa điểm, Molière đã có thành công lớn với công chúng Paris với các vở kịch như Những người phụ nữ bị ảnh hưởng, Trường học dành cho những người chồng và Trường học dành cho những người vợ. Sự ưu ái của hoàng gia này đã mang lại một khoản trợ cấp hoàng gia cho đoàn kịch của ông và danh hiệu Đoàn kịch của nhà vua ("Troupe du Roi"). Molière tiếp tục là tác giả chính thức của giải trí cấp cung đình.
Bất chấp sự tôn vinh của cung đình và công chúng Paris, những lời châm biếm của Molière đã bị nhà thờ chỉ trích. Vì sự bất kính trong vở Tartuffe, Giáo hội Công giáo đã tố cáo vở kịch nghiên cứu về đạo đức giả trong tôn giáo này, tiếp theo là lệnh cấm của Nghị viện, trong khi vở Don Juan bị rút lại và không bao giờ được Molière diễn lại.  Sự chăm chỉ của Molière trong rất nhiều năng lực sân khấu đã ảnh hưởng đến sức khỏe của ông và đến năm 1667, Molière đã buộc phải nghỉ ngơi. Năm 1673, trong tác phẩm cuối cùng của ông, The Imaginary Unlimited, Molière, vốn đã mắc bệnh lao phổi, đã bị một cơn ho và xuất huyết khi đóng vai người bệnh tưởng Argan. Ông đã hoàn thành buổi biểu diễn nhưng gục ngã một lần nữa và mất vài giờ sau đó..                                                              

## Tiểu sử

### Tuổi thơ
Molière sinh ở Paris, gia đình làm thợ của triều đình rất lâu đời. Lên 10 tuổi, ông mồ côi mẹ. Molière học ở Jesuit Clermont College (nay là Lycée Louis-le-Grand), là nơi học sinh phần nhiều học bằng tiếng Latin.

### Sự nghiệp
Cũng vào mùa thu năm đó, sau khi ra tù, Molière cùng với một số người còn lại đi về biểu diễn ở tỉnh lẻ ở nước Pháp suốt 13 năm. Để cạnh tranh với những đoàn kịch của Ý, Molière bắt đầu sáng tác những vở kịch cho đoàn của mình, dựa vào những lúc thâm nhập vào từng ngóc ngách của nước Pháp. Năm 1655, ông viết vở kịch thơ đầu tiên L’étourdi (Gàn dở) và năm sau, 1656 viết vở Le dépit amoureux (Bất hòa của tình yêu). Đến năm 1658 đoàn kịch của Molière trở thành đoàn kịch nổi tiếng nhất ở các tỉnh. Được sự ủng hộ của nhiều bá tước, trong số này có cả Quận công Philippe - em trai của vua Louis XIV, đoàn kịch của ông được mời biểu diễn ở Louvre và đã gây được tiếng vang. Sau đó đoàn kịch của ông thường xuyên được biểu diễn ở nhà hát Bourbon. Từ đây, Molière đoạn tuyệt với bi kịch và chỉ đóng hài kịch. Từ đây, ông trực tiếp phanh phui thói xấu của xã hội thượng lưu Pháp, được đông đảo nhân dân ủng hộ.
Năm 1672 Molière bị ốm nặng, nhiều bạn bè của ông đã qua đời, quan hệ với nhà vua cũng có phần lạnh nhạt hơn trước. Năm 1672-1673 ông viết vở kịch cuối cùng Le Malade imaginaire (Bệnh giả tưởng), trở lại với đề tài thầy thuốc bịp bợm và những bệnh nhân cả tin. Ngày 17 tháng 2 năm 1673, trong một buổi diễn vở kịch này, ông đóng vai một người khoẻ giả ốm. Khi vở kịch lên cao trào, Molière bất thần đau đớn toàn thân rồi ngã, không dậy được nữa. Đoàn kịch đưa ông về nhà, 3 tiếng sau ông qua đời. Nhờ sự can thiệp của nhà vua, ông mới được an táng theo nghi lễ của nhà thờ, vì theo luật lệ nước Pháp, một diễn viên không được chôn cất ở nơi đây.
Molière để lại một di sản vô cùng đồ sộ với hơn 30 vở kịch nhiều thể loại. Ông thường xuyên thể nghiệm, chuyển thể và sáng tạo ra những hình thức mới cho kịch. Tác phẩm của ông đề cập đến nhiều vấn đề của đời sống đương thời cũng như hiện tại: quan hệ của cha mẹ và con cái, hôn nhân và gia đình, giáo dục, đạo đức xã hội (thói hiếu danh, kiêu ngạo, thói giả nhân giả nghĩa...), những vấn đề về tôn giáo, văn hóa, khoa học vv... Molière sử dụng thực tế không chỉ của đời sống đương thời mà còn dùng nhiều tích từ thời cổ đại và của nhiều nhà viết kịch thời Phục Hưng. Ông có sự ảnh hưởng rất lớn đến kịch nghệ không chỉ của Pháp mà của cả thế giới.
Nhiều tác phẩm của ông đã được chuyển thể thành phim. Ngoài ra ít nhất 4 bộ phim dựng về cuộc đời của Molière, gần nhất năm 2007

## Tác phẩm
- La Jalousie du barbouillé (1650)

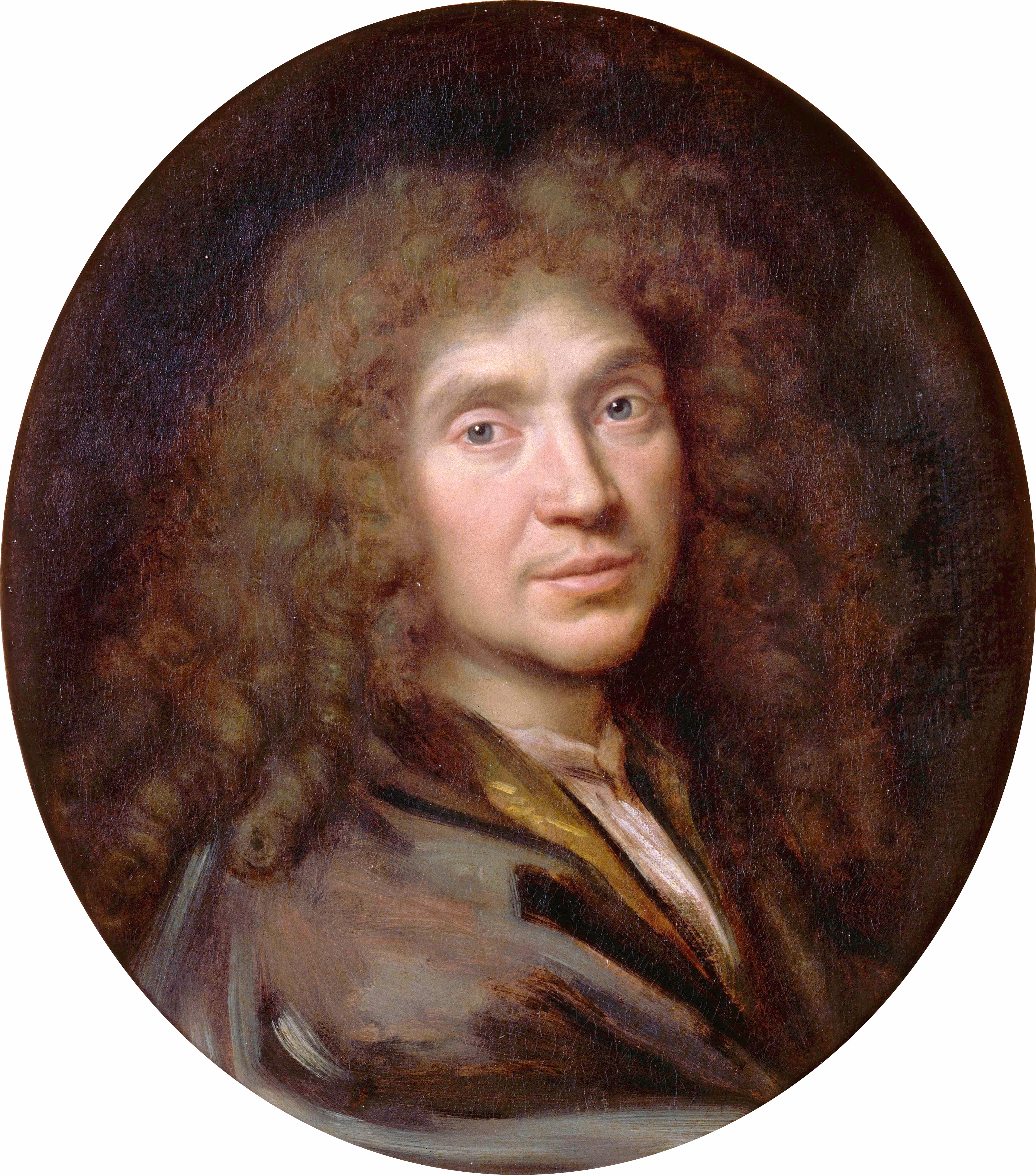
Moliere

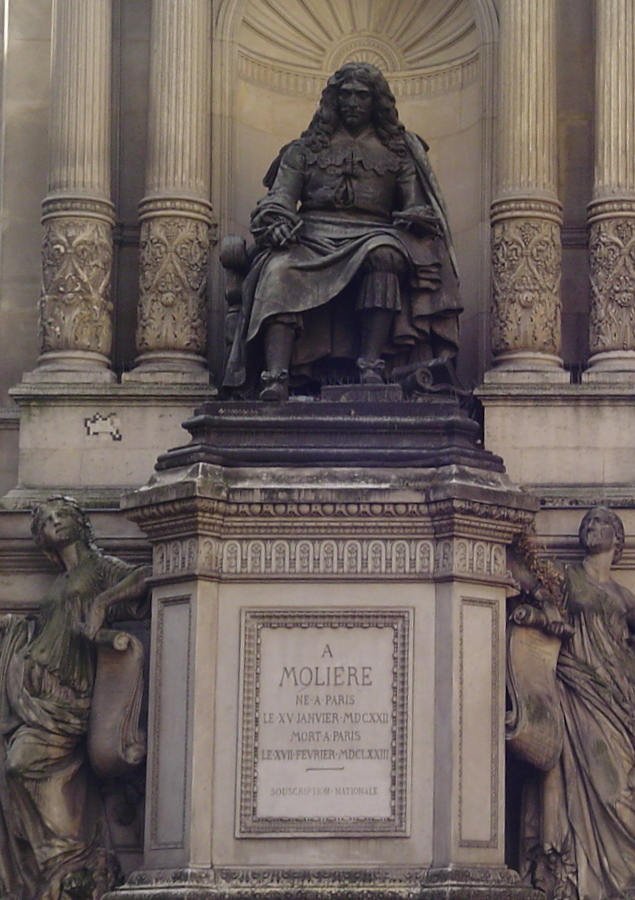
Tượng Moliere ở Paris

- L'Étourdi ou les Contretemps (1655)
- Le Dépit amoureux (December 16th 1656)
- Le Docteur amoureux (1658)
- Les Précieuses ridicules (Dị hợm) (1659) kịch
- Sganarelle ou le Cocu imaginaire (1660)
- Dom Garcie de Navarre ou le Prince jaloux (1661)
- L'École des maris (Trường học làm chồng) (1661)
- Les Fâcheux (1661)
- L'École des femmes (Trường học làm vợ) (1661)
- La Jalousie du Gros-René (1663)
- La Critique de l'école des femmes (1663)
- L'Impromptu de Versailles (1663)
- Le Mariage forcé (1664)
- Gros-René, petit enfant (1664)
- La Princesse d'Élide (1664)
- Tartuffe ou l'Imposteur (Chàng Tartuffe) (1664) kịch
- Dom Juan ou le Festin de pierre (1665)
- L'Amour médecin (1665)
- Le Misanthrope ou l'Atrabilaire amoureux (Anh chàng ghét đời) (1666)
- Le Médecin malgré lui (Thầy thuốc bất đắc dĩ) (1666)
- Mélicerte (1666) kịch
- Pastorale comique (1667)
- Le Sicilien ou l'Amour peintre (1667)
- Amphitryon (1668)
- George Dandin ou le Mari confondu (1668)
- L'Avare ou l'École du mensonge (Lão hà tiện) (1668) kịch
- Monsieur de Pourceaugnac (Đạo đức giả) (1669) kịch
- Les Amants magnifiques (1670)
- Le Bourgeois gentilhomme (Trưởng giả học làm sang) (1670) kịch
- Psyché (1671)
- Les Fourberies de Scapin (Những ngón bịp của Scapin) (1671)
- La Comtesse d'Escarbagnas (1671)
- Les Femmes Savantes (Những nhà thông thái) (1672) kịch
- Le Malade imaginaire (Người bệnh tưởng) (1673) kịch

## Một bài thơ

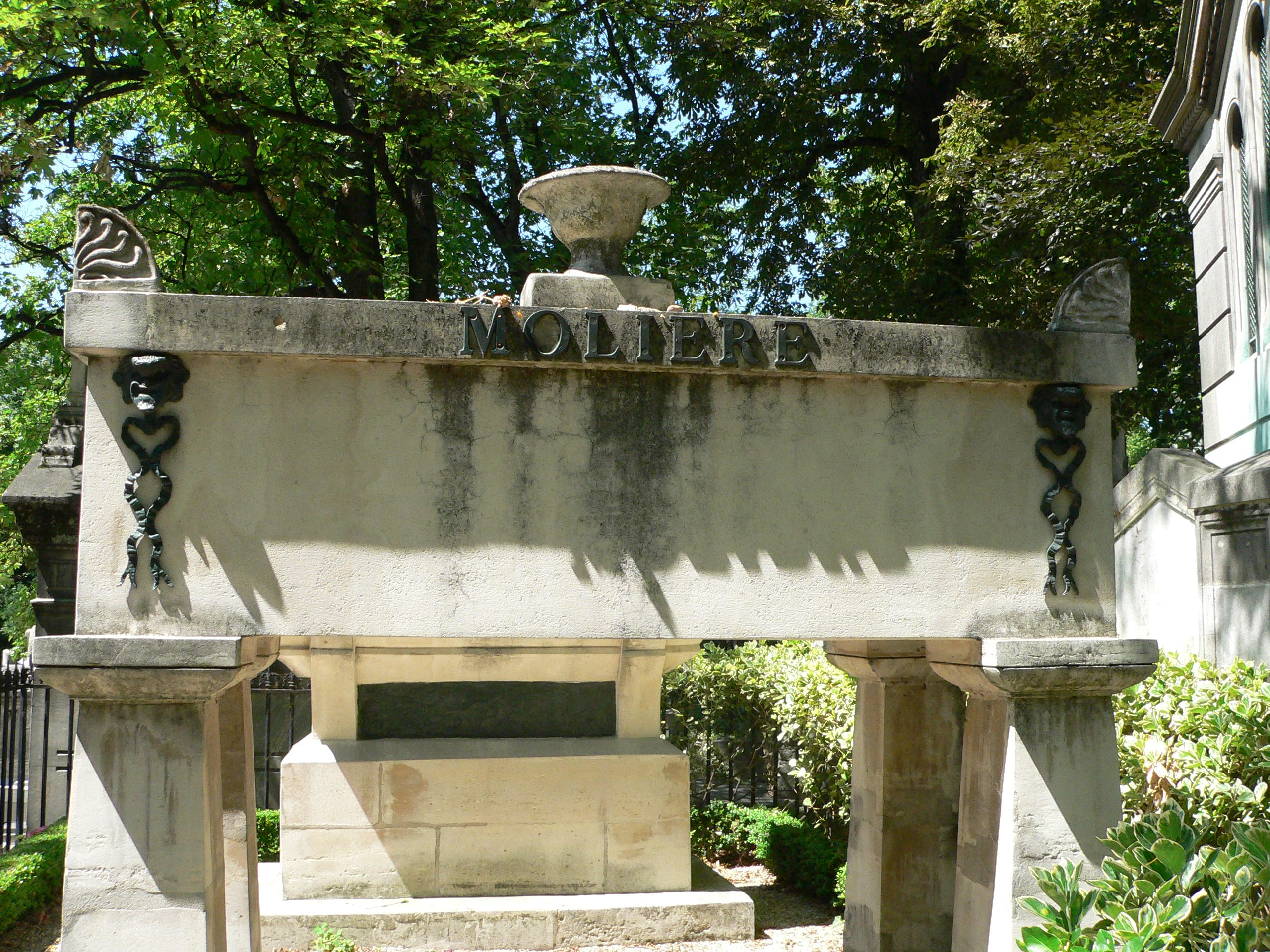
Mộ Moliere tại Nghĩa trang Père-Lachaise

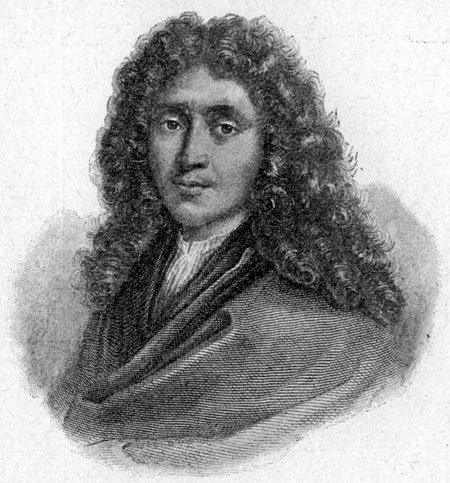
Moliere

| Stances galantes Anh muốn cắt ngang giấc ngủ của em Hơi thở của anh bắt em rực lửa Vì em ngủ quá nhiều, em yêu ạ Khi không yêu người ta ngủ nhiều chăng? Em đừng sợ: không đến nỗi cực hình Chuyện yêu đương, bệnh tình không đáng sợ Khi yêu nhau thì trong từng hơi thở Ta tìm ra phương thuốc chữa bệnh tim. Tình là bệnh, một khi đem giấu tình Hãy thừa nhận: sẽ thấy đời bỗng nhẹ Đừng bí ẩn, tình không cần như thế Nhưng mà em lo ngại, sợ thần linh! Đâu nhẹ hơn em tìm thấy cho mình? Vòng tù hãm lẽ nào em nguyền rủa Hay tại vì em từng yêu nhiều quá Không còn sức để thừa nhận cùng anh? Anh van em, biết ngoan ngoãn với tình Biết vội vàng, biết nắm bắt khoảnh khắc Em hãy yêu khi xuân còn khoe sắc Năm tháng đi rồi không quay lại đâu em. Bản dịch của Nguyễn Viết Thắng | Stances galantes Souffrez qu'Amour cette nuit vous réveille; Par mes soupirs laissez-vous enflammer; Vous dormez trop, adorable merveille, Car c'est dormir que de ne point aimer. Ne craignez rien; dans l'amoureux empire Le mal n'est pas si grand que l'on le fait Et, lorsqu'on aime et que le coeur soupire, Son propre mal souvent le satisfait. Le mal d'aimer, c'est de vouloir le taire: Pour l'éviter, parlez en ma faveur. Amour le veut, n'en faites point mystère. Mais vous tremblez, et ce dieu vous fait peur ! Peut-on souffrir une plus douce peine ? Peut-on subir une plus douce loi ? Qu'étant des coeurs la douce souveraine, Dessus le vôtre Amour agisse en roi; Rendez-vous donc, ô divine Amarante ! Soumettez-vous aux volontés d'Amour; Aimez pendant que vous êtes charmante, Car le temps passe et n'a point de retour. |